# Liste des séries parues dans le Monthly Shōnen Gangan
Cette page annexe liste l'ensemble des séries de manga étant ou ayant été prépubliées dans le magazine mensuel Shōnen Gangan de l'éditeur Square Enix.

## Mode d'emploi et cadre de recherche
Le tableau ci-dessous liste l'ensemble des séries de manga étant ou ayant été prépubliées dans le magazine.
- Le tableau est triable.
  - Le tableau est, par défaut, affiché dans l'ordre d'apparition. Les 1re et 5e colonnes (« No  » et « Première publication ») trient dans le même ordre.
  - Les séries en cours apparaissent en fin de tableau si le tri est effectué selon la 6e colonne. Elles sont triées entre elles par ordre de première publication.
  - Des clés de tri en hiragana sont utilisées pour la 2de colonne.
  - Les 7e et 8e colonnes disposent d'un système de clés de tri afin de ne pas avoir de diacritique.
- Les 5e et 6e colonnes sont sous la forme « aaaa.nn » où « aaaa » désigne l'année et « nn » le numéro de la publication à prendre en compte.
  - S'il s'agit d'un numéro double, il apparait sous la forme « aaaa.nn/NN » où NN désigne le second numéro.
  - Une balise d'appel de références est automatiquement créée pour chaque année utilisée dans le tableau, il est toutefois nécessaire de créer la référence correspondante en fin de page.
- Deux couleurs sont utilisées dans le tableau pour signaler les manga en cours de publication lors de la dernière mise à jour :

|  | Manga en cours de publication le 10 novembre 2012 ; |

|  | Manga transféré dans un autre magazine et encore en cours de publication le 10 novembre 2012. |

- La 4e colonne (« Titre français ») n'est remplie que s'il existe un titre officiel en français choisi par un éditeur francophone.
- Les liens vers les articles en français se font dans la 4e colonne si elle est remplie, dans la 3e sinon.
- Les liens vers les articles en japonais n'existent que si l'article existe.
- Chaque année, groupe de hiragana ou lettre dispose d'une ancre. Après avoir trié selon ses désirs le tableau, il est possible de faire une recherche grâce au cadre ci-dessous.

| Type                    | Type                    | Liens | Pour les colonnes                                                                           |
| ----------------------- | ----------------------- | --- | ------------------------------------------------------------------------------------------- |
| Par ordre chronologique | Par ordre chronologique | - 1991 - 1992 - 1993 - 1994 - 1995 - 1996 - 1997 - 1998 - 1999 2000 - 2001 - 2002 - 2003 - 2004 - 2005 - 2006 - 2007 - 2008 - 2009 2010 - 2011 - 2012 | No , Première publication, Dernière publication                                             |
| Par ordre chronologique | Par ordre chronologique | En cours | Dernière publication                                                                        |
| Titre                   | Par ordre numérique     | 0 à 9 | Titre japonais, Transcription, Traduction, Titre français, Auteur (dessinateur), Scénariste |
| Titre                   | Par ordre syllabaire    | - あ - か - さ - た - な - は - ま - や - ら - わ - ん                                                                                                | Titre japonais                                                                              |
| Titre                   | Par ordre alphabétique  | - A - B - C - D - E - F - G - H - I - J - K - L - M N - O - P - Q - R - S - T - U - V - W - X - Y - Z                                                 | Transcription, Traduction, Titre français, Auteur (dessinateur), Scénariste                 |

## Liste
Liste des séries ayant été pré-publiées dans le magazine Shōnen GanGan
| No     | Titre japonais                                                        | Transcription                                                        | Titre français                                       | Première publication | Dernière publication | Auteur (Dessinateur) | Scénariste           |
| ------ | --------------------------------------------------------------------- | -------------------------------------------------------------------- | ---------------------------------------------------- | -------------------- | -------------------- | -------------------- | -------------------- |
| 000 c  | んんん                                                                | zzzzz                                                                | 1991                                                 | 1991.00              | 1991.00              | zzzzz                | zzzzz                |
| 001    | ドラゴンクエスト列伝 ロトの紋章                                       | Dragon Quest Retsuden: Roto no Monshō                                | —                                                    | 1991.04              | 1997.08              | Kamui Fujiwara       | Chiaki Kawamata      |
| 002    | 密竜の門                                                              | '                                                                    | —                                                    | 1991.04              | 1991.08              | Wataru Takahashi     | Jirō Gyū             |
| 003    | EBE                                                                   | '                                                                    | —                                                    | 1991.04              | 1992.02              |                      | Jun-ichi Yaoi        |
| 004    | ドッジファイター翔                                                    | '                                                                    | —                                                    | 1991.04              | 1992.10              | Takashi Nishioka     | ?                    |
| 005    | タケルの誓い                                                          | Takeru no Chikai                                                     | —                                                    | 1991.04              | 1992.01              | Shigeru Noda         | Michitsuna Takahashi |
| 006    | 南国少年パプワくん                                                    | Nangoku shōnen Papuwa-kun                                            | —                                                    | 1991.04              | 1995.06              | Ami Shibata          | —                    |
| 007    | 輝竜戦鬼ナーガス                                                      | Kiryū Senki Nagas                                                    | —                                                    | 1991.04              | 1994.10              | Haruhiko Masuda      | —                    |
| 008    | ハーメルンのバイオリン弾き                                            | Hameln no violin-hiki                                                | —                                                    | 1991.04              | 2001.02              | Michiaki Watanabe    | —                    |
| 009    | 突撃!パッパラ隊                                                       | Totsugeki! Pappara-Tai                                               | —                                                    | 1991.04              | 2000.08              | Natsuki Matsuzawa    | —                    |
| 010    | 激闘!!一番                                                            | Gekitō!! Ichiban                                                     | —                                                    | 1991.04              | 1992.06              | Tooru Minegishi      | —                    |
| 011    | Z MAN                                                                 | Z-Man                                                                | —                                                    | 1991.05              | 1995.11              | Hideaki Nishikawa    | —                    |
| 012    | 決めるぜ修太!                                                         | '                                                                    | —                                                    | 1991.09              | 1992.04              |                      | —                    |
| 013    | 最強無敵!! ド根性一家                                                 | Saikyō Muteki Do Konjō Ikka                                          | —                                                    | 1991.11              | 1992.05              | Ban Ippongi          | Masaomi Kanzaki      |
| 014    | ザ・ドリフトガール                                                    | '                                                                    | —                                                    | 1991.11              | 1992.08              | Yūsuke Iijima        | —                    |
| 014 c  | んんん                                                                | zzzzz                                                                | 1992                                                 | 1992.00              | 1992.00              | zzzzz                | zzzzz                |
| 015    | 妖獣武装ブライオー                                                    | Yōjū Busō Buraioh                                                    | —                                                    | 1992.01              | 1993.01              | Hisashi Matsumoto    | —                    |
| 016    | 横須賀熱血ロード                                                      | '                                                                    | —                                                    | 1992.04              | 1992.09              | Kaoru Osada          | —                    |
| 017    | 魔法陣グルグル                                                        | Mahōjin Guru Guru                                                    | —                                                    | 1992.08              | 2003.09              | Hiroyuki Eto         | —                    |
| 018    | 一撃必殺!一発屋劇場                                                   | '                                                                    | —                                                    | 1992.08              | 1994.01              | Kazuki Nakai         | —                    |
| 019    | 無敵冒険シャクマ                                                      | '                                                                    | —                                                    | 1992.09              | 1994.03              | Kazunakei            | —                    |
| 020    | サララ前線北上中                                                      | '                                                                    | —                                                    | 1992.09              | 1993.03              |                      | —                    |
| 021    | 電撃ドクターモアイくん                                                | '                                                                    | —                                                    | 1992.10              | 1996.06              | Toshiya Iwamura      | —                    |
| 022    | ナイトクライシス 闇狩人麗牙                                           | '                                                                    | —                                                    | 1992.11              | 1993.02              | Shigetoshi Yamauchi  | —                    |
| 023    | TWIN SIGNAL                                                           | Twin Signal                                                          | —                                                    | 1992.12              | 2000.05              | Sachi Ooshimizu      | —                    |
| 023 c  | んんん                                                                | zzzzz                                                                | 1993                                                 | 1993.00              | 1993.00              | zzzzz                | zzzzz                |
| 024    | アゲンスト凪平                                                        | '                                                                    | —                                                    | 1993.01              | 1993.07              |                      | Mai Tsurugina        |
| 025    | FM戦士SUMoキッズ                                                      | '                                                                    | —                                                    | 1993.04              | 1993.11              | Minoru Kamiya        | Jirō Gyū             |
| 026    | 武天のカイト                                                          | Muten no Kaito                                                       | —                                                    | 1993.05              | 1994.04              | Bunta Hachi          | Shunsuke Suzuki      |
| 027    | 笑神招迷タタリさま                                                    | '                                                                    | —                                                    | 1993.08              | 1994.01              | Nachi Suzuya         | —                    |
| 028    | ライオンハート                                                        | Lion Heart                                                           | —                                                    | 1993.09              | 1995.04              | Kazuna Uchida        | —                    |
| 029    | 妖怪人間ベムRETURNS                                                   | Yōkai Ningen Bemu Returns                                            | —                                                    | 1993.12              | 1995.08              | Naoto Tsushima       | Mai Tsurugina        |
| 029 c  | んんん                                                                | zzzzz                                                                | 1994                                                 | 1994.00              | 1994.00              | zzzzz                | zzzzz                |
| 030    | MAGICAL KIDタオ                                                       | '                                                                    | —                                                    | 1994.01              | 1995.03              | Hiroyuki Watanabe    | —                    |
| 031    | 夢幻街                                                                | Mugengai                                                             | —                                                    | 1994.03              | 1996.03              | Yūsuke Mizusawa      | —                    |
| 032    | はるまげドン                                                          | '                                                                    | —                                                    | 1994.04              | 1995.02              |                      | —                    |
| 033    | ハラショーボンバー                                                    | '                                                                    | —                                                    | 1994.08              | 1995.04              | Akirako Iwasa        | —                    |
| 034    | ハッピーストライク                                                    | '                                                                    | —                                                    | 1994.08              | 1995.04              | Takumi Kawano        | —                    |
| 034 c  | んんん                                                                | zzzzz                                                                | 1995                                                 | 1995.00              | 1995.00              | zzzzz                | zzzzz                |
| 035    | 風の騎士団                                                            | Kaze no Kishidan                                                     | —                                                    | 1995.01              | 1996.03              | Haruhiko Masuda      | —                    |
| 036    | けんけん猫間軒                                                        | '                                                                    | —                                                    | 1995.02              | 1997.06              |                      | —                    |
| 037    | 忍ペンまん丸                                                          | Ninpen Manmaru                                                       | —                                                    | 1995.04              | 1999.04              | Mikio Igarashi       | —                    |
| 038    | 勇者コジロー2                                                         | Yūsha Gojiro 2                                                       | —                                                    | 1995.05              | 1996.03              | Bang Ippongi         | —                    |
| 039    | すすめ!!ダイナマン                                                    | Susume!! Dainaman                                                    | —                                                    | 1995.05              | 1998.05・06          | Takumi Kawano        | —                    |
| 040    | 浪漫倶楽部                                                            | Roman Club                                                           | —                                                    | 1995.06              | 1998.03              | Kozue Amano          | —                    |
| 041    | CHOKOビースト!!                                                       | Choko Beast!!                                                        | —                                                    | 1995.07              | 1997.12              | Rin Asano            | —                    |
| 042    | ドブゲロサマ                                                          | Amazon-kun Dobugero-sama                                             | —                                                    | 1995.08              | 1996.03              | Akiyama George       | —                    |
| 043    | 天空忍伝バトルボイジャー                                              | Tenku Shinobuden Battle Voyager                                      | —                                                    | 1995.09              | 1997.02              | Satoru Yuiga         | Sho Fumimura         |
| 043 c  | んんん                                                                | zzzzz                                                                | 1996                                                 | 1996.00              | 1996.00              | zzzzz                | zzzzz                |
| 044    | HAPPY BOY ゲンキくんとゆかいな仲間たち                                | '                                                                    | —                                                    | 1996.01              | 1997.19              | Kōsuke Fujishima     | —                    |
| 045    | STARGAZER 星に願いを                                                  | Stargazer - Hoshi ni Negai o                                         | —                                                    | 1996.01              | 1997.14              | Shōko Tsutsumi       | —                    |
| 046    | GOGO!ぷりん帝国                                                       | Go Go! Purin Teikoku                                                 | —                                                    | 1996.02              | 2000.04              | Makoto Kubota        | —                    |
| 047    | ZONE                                                                  | Zone                                                                 | —                                                    | 1996.03              | 1996.09              | Shin-ichi Hosoma     | Shin-ichi Hosoma     |
| 048    | 機動少年XX                                                            | '                                                                    | —                                                    | 1996.03              | 1996.13              |                      | —                    |
| 049    | まもって守護月天!                                                     | Mamotte Shugogetten!                                                 | Moi et mon ange gardien                              | 1996.04              | 2000.03              | Minene Sakurano      | —                    |
| 050    | 幕末風来伝斬郎汰                                                      | Bakumatsu fūraiden zanrōta                                           | —                                                    | 1996.06              | 1997.24              | Sato Kina            | —                    |
| 051    | 刻の大地                                                              | Kiza no Daichi                                                       | —                                                    | 1996.11              | 2000.09              | Miyuki Yama          | —                    |
| 052    | 爆力冒険メガバーン                                                    | Ryoku Bōken Mega Burn                                                | —                                                    | 1996.12              | 1997.08              | Hideaki Nishikawa    | —                    |
| 053    | 護衛神エイト                                                          | Guardian Eight                                                       | —                                                    | 1996.13              | 1998.05・06          | Mine Yoshizaki       | —                    |
| 054    | 椎名くんのリーズニング・ファイル                                      | '                                                                    | —                                                    | 1996.14              | 1997.09              | Satoru Asami         | —                    |
| 055    | 幻想世界魔法烈伝 WIZバスター                                          | Gensō sekai eiyū retsuden: Wiz Buster                                | —                                                    | 1996.                | ?.                   | Ranmaru Tenma        | Megumu Okada         |
| 055 c  | んんん                                                                | zzzzz                                                                | 1997                                                 | 1997.00              | 1997.00              | zzzzz                | zzzzz                |
| 056    | ポケットモンスター ギャグワールド                                     | '                                                                    | —                                                    | 1997.02              | 1997.21              | Haruka Mukōmizu      | ?                    |
| 057    | ラッキーゴッド ビリケン                                               | '                                                                    | —                                                    | 1997.02              | 1997.20              | Toshiya Iwamura      | ?                    |
| 058    | Rush!                                                                 | '                                                                    | —                                                    | 1997.03              | 1997.15              |                      | —                    |
| 059    | ジャングルはいつもハレのちグゥ                                        | Jungle wa itsumo Hare nochi Guu                                      | —                                                    | 1997.04              | 2003.01              | Renjūrō Kindaichi    | —                    |
| 060    | ドラゴンクエスト 幻の大地                                             | Dragon Quest: Maboroshi no Daichi                                    | —                                                    | 1997.09              | 2001.01              | Masaomi Kanzaki      | —                    |
| 061    | MD☆五エ門                                                             | '                                                                    | —                                                    | 1997.11              | 1997.21              | Takeshi Mishima      | —                    |
| 062    | 悪魔狩り                                                              | Akuma-Gari                                                           | —                                                    | 1997.16              | 1998.04              | Seiuchiroh Todono    | —                    |
| 063    | 宇宙人パナパナ                                                        | '                                                                    | —                                                    | 1997.17              | 1998.05・06          | Hiroshi Kiwayama     | —                    |
| 064    | PON!とキマイラ                                                        | Pon! to Kimaira                                                      | —                                                    | 1997.18              | 2001.06              | Rin Asano            | —                    |
| 065    | 燃えもえ                                                              | '                                                                    | —                                                    | 1997.21              | 1998.09              |                      | —                    |
| 066    | 里見☆八犬伝                                                           | Satomi Hakkenden                                                     | —                                                    | 1997.24              | 2001.11              | Natsuki Yoshimura    | Kyokutei Bakin       |
| 066 c  | んんん                                                                | zzzzz                                                                | 1998                                                 | 1998.00              | 1998.00              | zzzzz                | zzzzz                |
| 067    | 東京アンダーグラウンド                                                | Tokyo Underground                                                    | Tokyo Underground                                    | 1998.01              | 2005.03              | Akinobu Uraku        | —                    |
| 068    | COLORMALL                                                             | Color Mall                                                           | —                                                    | 1998.02              | 1998.10              | Kamui Fujiwara       | —                    |
| 069    | 裏剣道ZERO                                                            | Urakendō zero                                                        | —                                                    | 1998.03              | 1998.12              | Seiji Matsuyama      | —                    |
| 070    | スターオーシャン そして時の彼方へ                                     | Star Ocean: Soshite Toki no Kanata e                                 | —                                                    | 1998.04              | 1998.10              | Ataru Cagiva         | —                    |
| 071    | ワルサースルー                                                        | Walther Through                                                      | —                                                    | 1998.04              | 2000.10              | Kirika Takanashi     | —                    |
| 072    | わくわくマンガ家への道                                                | '                                                                    | —                                                    | 1998.04              | 1999.04              | Guriko Magami        | —                    |
| 073    | GET!                                                                  | Get!                                                                 | —                                                    | 1998.04              | 1998.10              | Mayumi Azuma         | —                    |
| 074    | 短短                                                                  | '                                                                    | —                                                    | 1998.04              | 1999.01              |                      | Hiroshi Kiwayama     |
| 075    | あくまでもネコ                                                        | '                                                                    | —                                                    | 1998.06              | 1999.02              | Takumi Kawano        | —                    |
| 076    | Noesis〜ノエシス〜                                                    | Noesis                                                               | —                                                    | 1998.09              | 1999.01              | Asato Kina           | —                    |
| 077    | 東京ロビンの見てるだけ                                                | '                                                                    | —                                                    | 1998.09              | 2002.01              |                      | —                    |
| 078    | スターオーシャン セカンドストーリー                                   | Star Ocean: The Second Story                                         | —                                                    | 1998.11              | 2001.10              | Mayumi Azuma         | —                    |
| 079    | 大正格闘浪漫 疾風の天                                                 | Taishō Kakutō Rōman: Shippū no Ten                                   | —                                                    | 1998.05・06          | 1999.02              | Hiro Matsuba         | —                    |
| 080    | ネオ･ジャパネスクGENPEI                                               | '                                                                    | —                                                    | 1998.05・06          | 1998.08              |                      | —                    |
| 080 c  | んんん                                                                | zzzzz                                                                | 1999                                                 | 1999.00              | 1999.00              | zzzzz                | zzzzz                |
| 081    | 魔探偵ロキ                                                            | Matantei Loki                                                        | Loki, le détective mythique                          | 1999.02              | 2001.12              | Sakura Kinoshita     | —                    |
| 082    | 風追い人                                                              | '                                                                    | —                                                    | 1999.03              | 1999.05              |                      | —                    |
| 083    | コインランドリー                                                      | '                                                                    | —                                                    | 1999.04              | 1999.11              | Guriko Magami        | —                    |
| 084    | モンスターファーム 〜円盤石の秘密〜                                   | Monster Farm - Enbanseki no Himitsu                                  | —                                                    | 1999.05              | 2000.04              | Chino Yukimiya       | —                    |
| 085    | 新撰組異聞PEACE MAKER                                                 | Shinsengumi Imon Peace Maker                                         | Peace Maker                                          | 1999.05              | 2001.09              | Nanae Chrono         | —                    |
| 086    | スパイラル 〜推理の絆〜                                               | Spiral: Suiri no Kizuna                                              | Spiral : Les Liens du raisonnement                   | 1999.09              | 2005.11              | Eita Mizuno          | Kyō Shirodaira       |
| 087    | 朱玄白龍るびくら                                                      | Shugen Byakuryu Rubikura                                             | —                                                    | 1999.12              | 2001.01              | Ryūsuke Mita         | —                    |
| 087 c  | んんん                                                                | zzzzz                                                                | 2000                                                 | 2000.00              | 2000.00              | zzzzz                | zzzzz                |
| 088    | ヴァルキリープロファイル                                              | Valkyrie Profile                                                     | —                                                    | 2000.03              | 2001.02              | Yū Hijikata          | —                    |
| 089    | 1/Nのゆらぎ                                                           | 1/N no Yuragi                                                        | —                                                    | 2000.04              | 2000.07              | Masahiro Totsuka     | —                    |
| 090    | ドラゴンクエストモンスターズ+                                         | Dragon Quest Monsters Plus                                           | —                                                    | 2000.04              | 2003.02              | Mine Yoshizaki       | —                    |
| 091    | ダンジョンセイバー                                                    | Dungeon Savior                                                       | —                                                    | 2000.05              | 2000.08              | Beruno Ohtsuki       | —                    |
| 092    | ヒーリング・プラネット                                                | Healing Planet                                                       | —                                                    | 2000.08              | 2001.03              | Minene Sakurano      | —                    |
| 093    | 清村くんと杉小路くんと                                                | Kiyomura-kun to Sugi Kōji-kun                                        | —                                                    | 2000.09              | 2002.01              | Masahiro Totsuka     | —                    |
| 094    | マジック・マスター                                                    | Magic Master                                                         | —                                                    | 2000.10              | 2005.02              | Sōka Ashiro          | Tetsuya Kurosawa     |
| 095    | スサノオ                                                              | Susanoo                                                              | —                                                    | 2000.11              | 2001.08              | Haruhiko Masuda      | —                    |
| 096    | 爆裂機甲天使クロスレンジャー                                          | Bakuretsu Kikō Tenshi Cross Ranger                                   | —                                                    | 2000.12              | 2001.10              | Natsuki Matsuzawa    | —                    |
| 096 c  | んんん                                                                | zzzzz                                                                | 2001                                                 | 2001.00              | 2001.00              | zzzzz                | zzzzz                |
| 097    | ARTIFACT;RED                                                          | Artifact;Red                                                         | —                                                    | 2001.01              | 2001.10              | Tahiko Kimura        | —                    |
| 098    | ドラゴンクエスト エデンの戦士たち                                     | Dragon Quest: Eden no Senshitachi                                    | —                                                    | 2001.02              | 2006.01              | Kamui Fujiwara       | —                    |
| 099    | パンツァークライン                                                    | Panzerklein                                                          | —                                                    | 2001.03              | 2002.11              | AKira Kanda          | —                    |
| 100    | High球!いんぷれっしょん                                               | High Kyū! Inpuresshon                                                | —                                                    | 2001.04              | 2001.11              |                      | —                    |
| 101    | 鋼の錬金術師                                                          | Fullmetal Alchemist                                                  | Fullmetal Alchemist                                  | 2001.08              | 2010.07              | Hiromu Arakawa       | —                    |
| 102    | プラネットガーディアン                                                | Planet Guardian                                                      | —                                                    | 2001.09              | 2003.11              | Rito Kōsaka          | —                    |
| 103    | 666〜サタン〜                                                         | 666 Satan                                                            | 666 Satan                                            | 2001.09              | 2008.01              | Seishi Kishimoto     | —                    |
| 104    | フラッシュ!奇面組                                                     | Flash! Kimengumi                                                     | —                                                    | 2001.10              | 2005.06              | Motoei Shinzawa      | —                    |
| 105    | 妖幻の血                                                              | Yōgen no Chi                                                         | —                                                    | 2001.11              | 2002.09              | Junichirō Akayoshi   | —                    |
| 106    | B壱                                                                   | B.Ichi                                                               | —                                                    | 2001.12              | 2003.06              | Atsushi Ōkubo        | —                    |
| 107    | ドームチルドレン                                                      | Dome Children                                                        | —                                                    | 2001.12              | 2002.08              | Fūa Yamasaki         | —                    |
| 107 c  | んんん                                                                | zzzzz                                                                | 2002                                                 | 2002.00              | 2002.00              | zzzzz                | zzzzz                |
| 108    | ハルマゲどん                                                          | Harumagedon                                                          | —                                                    | 2002.01              | 2002.03              | Shihori Watanabe     | —                    |
| 109    | LUNO                                                                  | Luno                                                                 | Luno                                                 | 2002.02              | 2002.04              | Kei Tōme             | —                    |
| 110    | マテリアル・パズル                                                    | Material Puzzle                                                      | —                                                    | 2002.02              | 2008.04              | Masahiro Totsuka     | —                    |
| 111    | ガンビ〜                                                              | '                                                                    | —                                                    | 2002.02              | 2002.12              | Michiru Mizusawa     | —                    |
| 112    | 悪魔事典                                                              | Akuma Jiten                                                          | —                                                    | 2002.02              | 2004.12              | Shinya Suyama        | —                    |
| 113    | 私の救世主さま                                                        | Watashi no Mesiah-sama                                               | —                                                    | 2002.02              | 2004.04              | Suu Minazuki         | —                    |
| 114    | スターオーシャン ブルースフィア                                       | Star Ocean: Blue Sphere                                              | —                                                    | 2002.03              | 2005.04              | Aoi Mizuki           | —                    |
| 115    | PHANTOM DEAD OR ALIVE                                                 | Phantom Dead or Alive                                                | —                                                    | 2002.03              | 2004.02              | Michiaki Watanabe    | —                    |
| 116    | 円盤皇女ワるきゅーレ                                                  | UFO Princess Valkyrie                                                | —                                                    | 2002.03              | 2007.09              | Kaishaku             | —                    |
| 117    | PAPUWA                                                                | Papuwa                                                               | —                                                    | 2002.04              | 2008.02              | Ami Shibata          | —                    |
| 118    | ながされて藍蘭島                                                      | Nagasarete Airantō                                                   | —                                                    | 2002.06              | —                    | Takeshi Fujishiro    | —                    |
| 119    | タケピロのハッスル列島                                                | '                                                                    | —                                                    | 2002.06              | 2004.03              |                      | —                    |
| 119 c  | んんん                                                                | zzzzz                                                                | 2003                                                 | 2003.00              | 2003.00              | zzzzz                | zzzzz                |
| 120    | ハレグゥ                                                              | Haregū                                                               | Haré + Guu                                           | 2003.02              | 2009.10              | Renjūrō Kindaichi    | —                    |
| 121    | スターオーシャン Till the End of Time                                 | Star Ocean: Till the End of Time                                     | —                                                    | 2003.06              | 2005.11              | AKira Kanda          | —                    |
| 122    | ドラゴンリバイブ                                                      | Dragon Revive                                                        | —                                                    | 2003.07              | 2004.05              | Hiroto Ida           | —                    |
| 123    | グレペリ                                                              | Gureperi                                                             | —                                                    | 2003.08              | 2004.06              | Tomomasa Takuma      | —                    |
| 124    | 女王騎士物語                                                          | Joō kishi monogatari                                                 | —                                                    | 2003.08              | 2007.10              | Tomohiro Shimomura   | —                    |
| 125    | ヴァンパイア十字界                                                    | Vampire Jūjikai                                                      | Vampire Chronicles                                   | 2003.09              | 2007.03              | Yuri Kimura          | Kyō Shirodaira       |
| 126    | 真・ケモノ道                                                          | Shin Kemono Michi                                                    | —                                                    | 2003.10              | 2011.04              | Michiru Mizusawa     | —                    |
| 127    | 君と僕。                                                              | Kimi to boku.                                                        | —                                                    | 2003.11              | 2004.06              | Kiichi Hotta         | —                    |
| 127 c  | んんん                                                                | zzzzz                                                                | 2004                                                 | 2004.00              | 2004.00              | zzzzz                | zzzzz                |
| 128    | ファイナルファンタジー・クリスタルクロニクル 〜はてなき空の向こうに〜 | Final Fantasy Crystal Chronicles - Hatenaki Sora no Mukou ni         | —                                                    | 2004.02              | 2005.06              | Ryunosuke Ichikawa   | —                    |
| 129    | ソウルイーター                                                        | Soul Eater                                                           | Soul Eater                                           | 2004.06              | —                    | Atsushi Ōkubo        | —                    |
| 129 c  | んんん                                                                | zzzzz                                                                | 2005                                                 | 2005.00              | 2005.00              | zzzzz                | zzzzz                |
| 130    | コード・エイジ アーカイヴズ〜最後におちてきた少女〜                   | Code Age Archives                                                    | —                                                    | 2005.03              | 2006.03              | Kyu Aiya             | AIYAH-BALL           |
| 131    | キングダム ハーツ チェイン オブ メモリーズ                            | Kingdom Hearts: Chain of Memories                                    | Kingdom Hearts: Chain of Memories                    | 2005.04              | 2006.04              | Shiro Amano          | Tomoko Kanemaki      |
| 132    | 王様の耳はオコノミミ                                                  | Ōsama no Mimi wa okonomimi                                           | —                                                    | 2005.05              | 2008.01              | Kei Natsumi          | —                    |
| 133    | 屍姫                                                                  | Shikabane hime                                                       | Shikabane Hime                                       | 2005.05              | —                    | Yoshiichi Akahito    | —                    |
| 133 c  | んんん                                                                | zzzzz                                                                | 2006                                                 | 2006.00              | 2006.00              | zzzzz                | zzzzz                |
| 134    | ひぐらしのなく頃に 暇潰し編                                           | Higurashi no naku koro ni - Himatsubushi-hen                         | —                                                    | 2006.02              | 2006.11              | Yoshiki Tonogai      | Ryūkishi07           |
| 135    | はじめての甲子園                                                      | Hajimete no Kōshien                                                  | —                                                    | 2006.04              | 2009.11              | Masaki Himura        | —                    |
| 136    | 衛星ウサギテレビ                                                      | Eisei Usagi Terebi                                                   | —                                                    | 2006.06              | 2007.10              | Hiroyuki Eto         | —                    |
| 137    | スパイラル・アライヴ                                                  | Spiral Alive                                                         | —                                                    | 2006.09              | 2008.06              | Eita Mizuno          | Kyō Shirodaira       |
| 138    | 新体操舞技 -TUMBLING BOYS-                                            | Shintaisō Bugi - Tumbling Boys                                       | —                                                    | 2006.09              | 2006.12              | Michiko Shishido     | —                    |
| 138 c  | んんん                                                                | zzzzz                                                                | 2007                                                 | 2007.00              | 2007.00              | zzzzz                | zzzzz                |
| 139    | 閉ざされたネルガル                                                    | Tozasareta Nergal                                                    | —                                                    | 2007.02              | 2010.10              | Rumi Aruma           | —                    |
| 140    | 鬼切様の箱入娘                                                        | Onikirisama no Hakoirimusume                                         | —                                                    | 2007.03              | 2010.11              | Akinobu Uraku        | —                    |
| 141    | 精霊の守り人                                                          | Seirei no Moribito                                                   | —                                                    | 2007.04              | 2008.08              | Kamui Fujiwara       | Saki Futatsugi       |
| 142    | とある魔術の禁書目録                                                  | To aru majutsu no Index                                              | A Certain Magical Index                              | 2007.05              | —                    | Chūya Kogino         | Kazuma Kamachi       |
| 143    | 紅心王子                                                              | Kurenai Ōji                                                          | Crimson Prince                                       | 2007.05              | —                    | Sōta Kuwahara        | —                    |
| 144    | ブレイド三国志                                                        | Blade Sangokushi                                                     | —                                                    | 2007.08              | 2009.08              | Ryunosuke Ichikawa   | Taiyō Makabe         |
| 145    | Doubt                                                                 | Doubt                                                                | Doubt                                                | 2007.08              | 2009.03              | Yoshiki Tonogai      | —                    |
| 146    | FULLMOON                                                              | Full Moon                                                            | Full Moon                                            | 2007.10              | 2009.02              | Takatoshi Shiozawa   | —                    |
| 146 c  | んんん                                                                | zzzzz                                                                | 2008                                                 | 2008.00              | 2008.00              | zzzzz                | zzzzz                |
| 147    | 清村くんと杉小路くんろ                                                | Kiyomura-kun to Sugi Kōji-kun ro                                     | —                                                    | 2008.02              | —                    | Masahiro Totsuka     | —                    |
| 148    | ひょっとこスクール                                                    | Hyottoko School                                                      | —                                                    | 2008.02              | 2010.08              | Soraru Tenkū         | —                    |
| 149    | トライピース                                                          | Tripeace                                                             | Tripeace                                             | 2008.03              | 2011.09              | Tomoyuki Maru        | —                    |
| 150    | マンガ家さんとアシスタントさんと                                      | Mangaka-san to Assistant-san to                                      | —                                                    | 2008.03              | —                    | Hiroyuki             | —                    |
| 151    | STRAYKEYS                                                             | Stray Keys                                                           | —                                                    | 2008.04              | 2009.01              | Taro Yuzunoki        | —                    |
| 152    | 東京ファンタジー学園勇者科 月彩のノエル                               | Tokyo Fantasy Gakuen Yūshaka: Rua no Noel                            | —                                                    | 2008.06              | 2009.09              | Kaishaku             | —                    |
| 153    | マテリアル・パズル 〜彩光少年〜                                       | Material Puzzle - Ayami shōnen                                       | —                                                    | 2008.07              | 2008.10              | Kimitake Yoshioka    | Masahiro Totsuka     |
| 154    | メテオエンブレム                                                      | Meteo Emblem                                                         | —                                                    | 2008.07              | 2009.05              | Park Sung-woo        | —                    |
| 155    | マテリアル・パズル ゼロクロイツ                                       | Material Puzzle - Zero Kreuz                                         | —                                                    | 2008.11              | 2009.11              | Kimitake Yoshioka    | Masahiro Totsuka     |
| 156    | RUN day BURST                                                         | Run Day Burst                                                        | Run Day Burst                                        | 2008.12              | 2011.06              | Yu-Ko Osada          | —                    |
| 156 c  | んんん                                                                | zzzzz                                                                | 2009                                                 | 2009.00              | 2009.00              | zzzzz                | zzzzz                |
| 157    | からす天狗うじゅ りあるわーるど天狗帖                                 | Karasu Tengu Uju Ja!                                                 | —                                                    | 2009.01              | 2009.08              | Iwanosuke Neguragi   | —                    |
| 158    | 日常戦線                                                              | '                                                                    | —                                                    | 2009.01              | 2009.03              | Takuzi Kato          | —                    |
| 159    | BAMBOO BLADE B                                                        | Bamboo Blade B                                                       | —                                                    | 2009.02              | —                    | Neko Studio          | —                    |
| 160    | ブラッディ・クロス                                                    | Bloody Cross                                                         | Bloody Cross                                         | 2009.03              | —                    | Shiwo Komeyama       | —                    |
| 161    | 勤しめ! 仁岡先生                                                      | Isoshime! Nioka-sensei                                               | —                                                    | 2009.04              | —                    | Junichi Odaka        | —                    |
| 162    | 仕立屋工房 Artelier Collection                                        | Shitateya Kōbō Artelier Collection                                   | Artelier Collection                                  | 2009.05              | 2011.06              | Hioka Yen            | —                    |
| 163    | 獣神演武                                                              | Jūshin Enbu                                                          | Hero Tales                                           | 2009.06              | 2010.09              | Hiromu Arakawa       | ?                    |
| 164    | SCRAMBLE!                                                             | Scramble !                                                           | —                                                    | 2009.07              | 2011.03              | Ami Shibata          | —                    |
| 165    | ごちそうシネマした!!                                                  | '                                                                    | —                                                    | 2009.07              | 2011.03              | Ikaring              | —                    |
| 166    | 絶園のテンペスト                                                      | Zetsuen no Tempest                                                   | The Civilization Blaster                             | 2009.08              | —                    | Ren Saizaki          | Kyō Shirodaira       |
| 167    | HEROMAN                                                               | Heroman                                                              | —                                                    | 2009.09              | —                    | Tamon Oota           | Stan Lee             |
| 168    | キングダム ハーツ 358/2 Days                                          | Kingdom Hearts: 358/2 Days                                           | Kingdom Hearts: 358/2 Days                           | 2009.09              | 2012.09              | Shiro Amano          | Tetsuya Nomura       |
| 169    | アルティメットドールズ                                                | '                                                                    | —                                                    | 2009.10              | 2011.01              | Hikaru Miyoshi       | —                    |
| 169 c  | んんん                                                                | zzzzz                                                                | 2010                                                 | 2010.00              | 2010.00              | zzzzz                | zzzzz                |
| 170    | ばのてん!                                                             | Banoten!                                                             | —                                                    | 2010.01              | 2012.01              | Taichi Kawazoe       | —                    |
| 171    | JUDGE                                                                 | Judge                                                                | Judge                                                | 2010.02              | 2012.09              | Yoshiki Tonogai      | —                    |
| 172    | ミリオンの○×△□                                                        | Million no ○×△□                                                      | —                                                    | 2010.03              | —                    | Renjūrō Kindaichi    | —                    |
| 173    | Red Raven                                                             | Red Raven                                                            | Red Raven                                            | 2010.05              | —                    | Shinta Fujimoto      | —                    |
| 174    | スカイブルー                                                          | Sky Blue                                                             | —                                                    | 2010.07              | 2012.03              | Daiki Kobayashi      | —                    |
| 175    | HELL HELL                                                             | ヘルヘル                                                             | Hell Hell                                            | 2010.09              | 2012.04              | Jun Azuma            | —                    |
| 175 c  | んんん                                                                | zzzzz                                                                | 2011                                                 | 2011.00              | 2011.00              | zzzzz                | zzzzz                |
| 176    | ソウルイーターノット!                                                 | Soul Eater Not!                                                      | Soul Eater Not!                                      | 2011.02              | —                    | Atsushi Ōkubo        | —                    |
| 177    | うみねこのなく頃に散 episode7 - Requiem of the golden witch           | Umineko no Naku Koro ni Chiru Episode 7: Requiem of the Golden Witch | —                                                    | 2011.05              | —                    | Eita Mizuno          | Ryūkishi07           |
| 178    | 咲-Saki-阿知賀編 episode of side-A                                    | Saki: Achiga-hen - Episode of Side-A                                 | —                                                    | 2011.09              | —                    | Aguri Igarashi       | Ritz Kobayashi       |
| 179    | ピース*2                                                              | Peace*2                                                              | —                                                    | 2011.09              | —                    | Kei Narumi           | —                    |
| 180    | ギルティクラウン                                                      | Guilty Crown                                                         | Guilty Crown                                         | 2011.11              | —                    | Shion Mizuki         | Yōsuke Miyagi        |
| 181    | FINAL FANTASY零式                                                     | Final Fantasy Reishiki                                               | Final Fantasy Type-0 : Le Guerrier à l’épée de glace | 2011.12              | 2012.03              | Takatoshi Shiozawa   | Hiroki Chiba         |
| 181 c  | んんん                                                                | zzzzz                                                                | 2012                                                 | 2012.00              | 2012.00              | zzzzz                | zzzzz                |
| 182    | 恋するみちるお嬢様                                                    | Koisuru Michiru ojōsama                                              | —                                                    | 2012.04              | —                    | Toshiya Takabayashi  | —                    |
| 183    | FINAL FANTASY零式外伝 氷剣の死神                                      | Final Fantasy Reishiki Gaiden – Hyōken no Shinigami                  | Final Fantasy Type-0 : Le Guerrier à l’épée de glace | 2012.05              | —                    | Takatoshi Shiozawa   | —                    |
| 184    | ルネサンス・イヴ                                                      | Renaissance Eve                                                      | —                                                    | 2012.11              | —                    | Shamu Itō            | —                    |
| 996 01 | んんん                                                                | zzzzz                                                                | En cours                                             | 9996.01              | 9996.1968 00         | zzzzz                | zzzzz                |
| 997 01 | 00000                                                                 | 00000                                                                | 0-9                                                  | 9997.01              | 9997.01              | 00000                | 00000                |
| 998 01 | あ                                                                    | zzzzz                                                                | あ à お                                              | 9998.01              | 9998.01              | zzzzz                | zzzzz                |
| 998 02 | か                                                                    | zzzzz                                                                | か à こ                                              | 9998.02              | 9998.02              | zzzzz                | zzzzz                |
| 998 03 | さ                                                                    | zzzzz                                                                | さ à そ                                              | 9998.03              | 9998.03              | zzzzz                | zzzzz                |
| 998 04 | た                                                                    | zzzzz                                                                | た à と                                              | 9998.04              | 9998.04              | zzzzz                | zzzzz                |
| 998 05 | な                                                                    | zzzzz                                                                | な à の                                              | 9998.05              | 9998.05              | zzzzz                | zzzzz                |
| 998 06 | は                                                                    | zzzzz                                                                | は à ほ                                              | 9998.06              | 9998.06              | zzzzz                | zzzzz                |
| 998 07 | ま                                                                    | zzzzz                                                                | ま à も                                              | 9998.07              | 9998.07              | zzzzz                | zzzzz                |
| 998 08 | や                                                                    | zzzzz                                                                | や à よ                                              | 9998.08              | 9998.08              | zzzzz                | zzzzz                |
| 998 09 | ら                                                                    | zzzzz                                                                | ら à ろ                                              | 9998.09              | 9998.09              | zzzzz                | zzzzz                |
| 998 10 | わ                                                                    | zzzzz                                                                | わ à を                                              | 9998.10              | 9998.10              | zzzzz                | zzzzz                |
| 998 11 | ん                                                                    | zzzzz                                                                | ん                                                   | 9998.11              | 9998.11              | zzzzz                | zzzzz                |
| 999 01 | んんん                                                                | A                                                                    | A                                                    | 9999.01              | 9999.01              | A                    | A                    |
| 999 02 | んんん                                                                | B                                                                    | B                                                    | 9999.02              | 9999.02              | B                    | B                    |
| 999 03 | んんん                                                                | C                                                                    | C                                                    | 9999.03              | 9999.03              | C                    | C                    |
| 999 04 | んんん                                                                | D                                                                    | D                                                    | 9999.04              | 9999.04              | D                    | D                    |
| 999 05 | んんん                                                                | E                                                                    | E                                                    | 9999.05              | 9999.05              | E                    | E                    |
| 999 06 | んんん                                                                | F                                                                    | F                                                    | 9999.06              | 9999.06              | F                    | F                    |
| 999 07 | んんん                                                                | G                                                                    | G                                                    | 9999.07              | 9999.07              | G                    | G                    |
| 999 08 | んんん                                                                | H                                                                    | H                                                    | 9999.08              | 9999.08              | H                    | H                    |
| 999 09 | んんん                                                                | I                                                                    | I                                                    | 9999.09              | 9999.09              | I                    | I                    |
| 999 10 | んんん                                                                | J                                                                    | J                                                    | 9999.10              | 9999.10              | J                    | J                    |
| 999 11 | んんん                                                                | K                                                                    | K                                                    | 9999.11              | 9999.11              | K                    | K                    |
| 999 12 | んんん                                                                | L                                                                    | L                                                    | 9999.12              | 9999.12              | L                    | L                    |
| 999 13 | んんん                                                                | M                                                                    | M                                                    | 9999.13              | 9999.13              | M                    | M                    |
| 999 14 | んんん                                                                | N                                                                    | N                                                    | 9999.14              | 9999.14              | N                    | N                    |
| 999 15 | んんん                                                                | O                                                                    | O                                                    | 9999.15              | 9999.15              | O                    | O                    |
| 999 16 | んんん                                                                | P                                                                    | P                                                    | 9999.16              | 9999.16              | P                    | P                    |
| 999 17 | んんん                                                                | Q                                                                    | Q                                                    | 9999.17              | 9999.17              | Q                    | Q                    |
| 999 18 | んんん                                                                | R                                                                    | R                                                    | 9999.18              | 9999.18              | R                    | R                    |
| 999 19 | んんん                                                                | S                                                                    | S                                                    | 9999.19              | 9999.19              | S                    | S                    |
| 999 20 | んんん                                                                | T                                                                    | T                                                    | 9999.20              | 9999.20              | T                    | T                    |
| 999 21 | んんん                                                                | U                                                                    | U                                                    | 9999.21              | 9999.21              | U                    | U                    |
| 999 22 | んんん                                                                | V                                                                    | V                                                    | 9999.22              | 9999.22              | V                    | V                    |
| 999 23 | んんん                                                                | W                                                                    | W                                                    | 9999.23              | 9999.23              | W                    | W                    |
| 999 24 | んんん                                                                | X                                                                    | X                                                    | 9999.24              | 9999.24              | X                    | X                    |
| 999 25 | んんん                                                                | Y                                                                    | Y                                                    | 9999.25              | 9999.25              | Y                    | Y                    |
| 999 26 | んんん                                                                | Z                                                                    | Z                                                    | 9999.26              | 9999.26              | Z                    | Z                    |